# Circuit of the Americas
A Circuit of the Americas egy 5,5 km (3,4 mérföld) hosszú motorverseny-pálya a texasi Travis megyében, Austinhoz közel. 2012-es Formula–1 amerikai nagydíj, november 18-án itt került megrendezésre, a 2012-es szezon utolsó előtti fordulójában. Terveket már a MotoGP világbajnokság 2013. évi futamára is mutattak be Texasi Motorkerékpáros Nagydíj néven. A V8 Supercars sorozat szintén kihirdette terveit egy, a pályán rendezett 2013-as futammal kapcsolatban.
A pályán való nagydíj megrendezésre 2010 közepén tettek javaslatot. A pálya lett az első olyan az Amerikai Egyesült Államokban, amelyet kifejezetten Formula–1-es célokra terveztek. A pályát a német építészmérnök, és pályatervező, Hermann Tilke tervezte, aki korábban már olyan pályák terveit hozta létre, mint a sepangi, a shanghai-i, a Yas Marina-i, az isztambuli, a bahraini, a yeongami és a Buddh pálya. Munkái közé tartozik a Hockenheimring és Fuji Speedway új arculatának megtervezése is.

## A pálya
20 kanyarból áll: 11 bal kanyarból és 9 jobb kanyarból. Az új versenypálya hossza 5516 m.

## Versenyek
| Év   | Pole pozíció     | Futamgyőztes     |
| ---- | ---------------- | ---------------- |
| 2012 | Sebastian Vettel | Lewis Hamilton   |
| 2013 | Sebastian Vettel | Sebastian Vettel |
| 2014 | Nico Rosberg     | Lewis Hamilton   |
| 2015 | Nico Rosberg     | Lewis Hamilton   |
| 2016 | Lewis Hamilton   | Lewis Hamilton   |
| 2017 | Lewis Hamilton   | Lewis Hamilton   |
| 2018 | Lewis Hamilton   | Kimi Räikkönen   |
| 2019 | Valtteri Bottas  | Valtteri Bottas  |
| 2021 | Max Verstappen   | Max Verstappen   |
| 2022 | Carlos Sainz Jr. | Max Verstappen   |